# Agitador vórtex

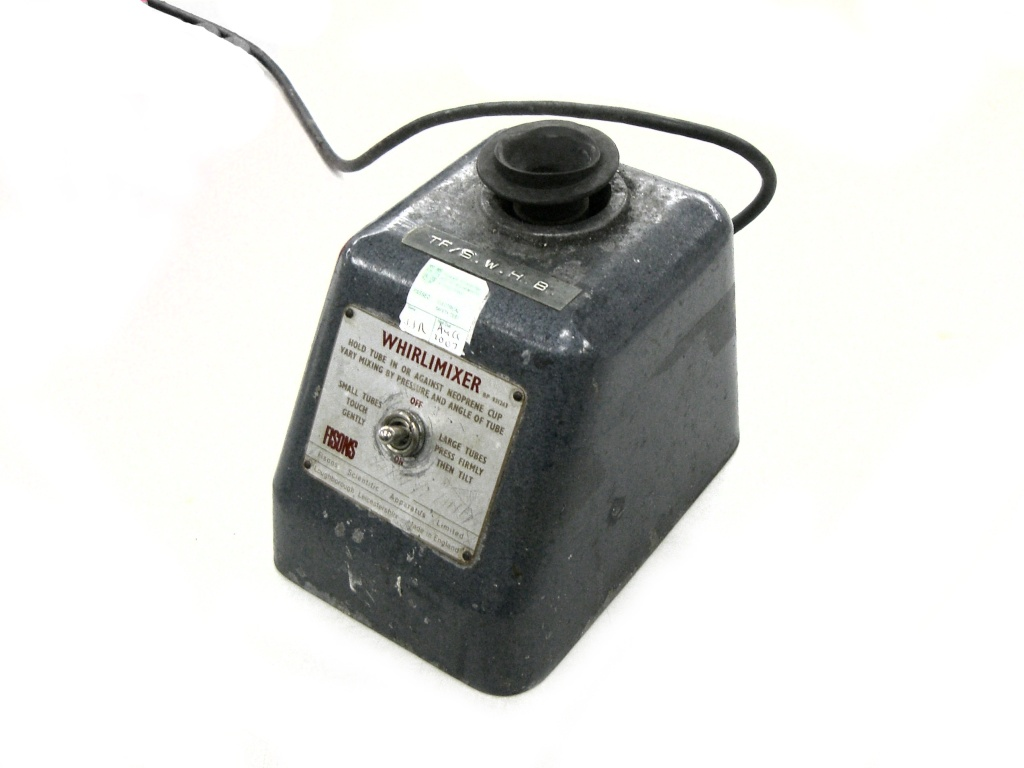
Agitador vortex o mezclador de vórtice de la marca Whirlimixer, empleado para mezcla de líquidos. Los agitadores magnéticos y los agitadores estáticos son productos relacionados.

Un agitador tipo vórtex o mezclador de vórtice es un dispositivo simple que se usa comúnmente en los laboratorios para agitar pequeños tubos o frascos de líquido. Se compone de un motor eléctrico con el eje de transmisión orientado verticalmente y unido a un trozo de goma o caucho montado en forma de copa, ligeramente excéntrico. A medida que el motor gira la pieza de caucho oscila rápidamente en un movimiento circular. Cuando un tubo de ensayo o recipiente adecuado se coloca en el soporte de goma (o toca su borde) el movimiento se transmite al líquido en su interior y se crea un vórtice. La mayoría de los mezcladores de vórtice tienen una configuración de velocidad variable y pueden ser configurados para ejecutarse de forma continua, o para que funcione sólo cuando una débil presión se aplica a la goma. Poseen unos pies de ventosa en la base para evitar desplazamientos.
Los agitadores tipo vortex son bastante comunes en los laboratorios de ciencias biológicas. En los laboratorios de cultivos celulares y de microbiología se pueden utilizar para suspender las células. En un laboratorio de bioquímica o de análisis puede ser utilizado para mezclar los reactivos de un ensayo o para mezclar una muestra experimental y un diluyente.

## Descubrimiento y usos
El mezclador de vórtice fue inventado por los hermanos Kraft (Jack A. Kraft y Harold D. Kraft) mientras trabajaban para Scientific Industries (un fabricante de equipos de laboratorio). La patente fue presentada por los hermanos Kraft el 6 de abril de 1959 y concedida el 30 de octubre de 1962 (patente de EE. UU. 3,061,280,1962). La empresa sigue fabricando una versión original de este mezclador de vórtice.

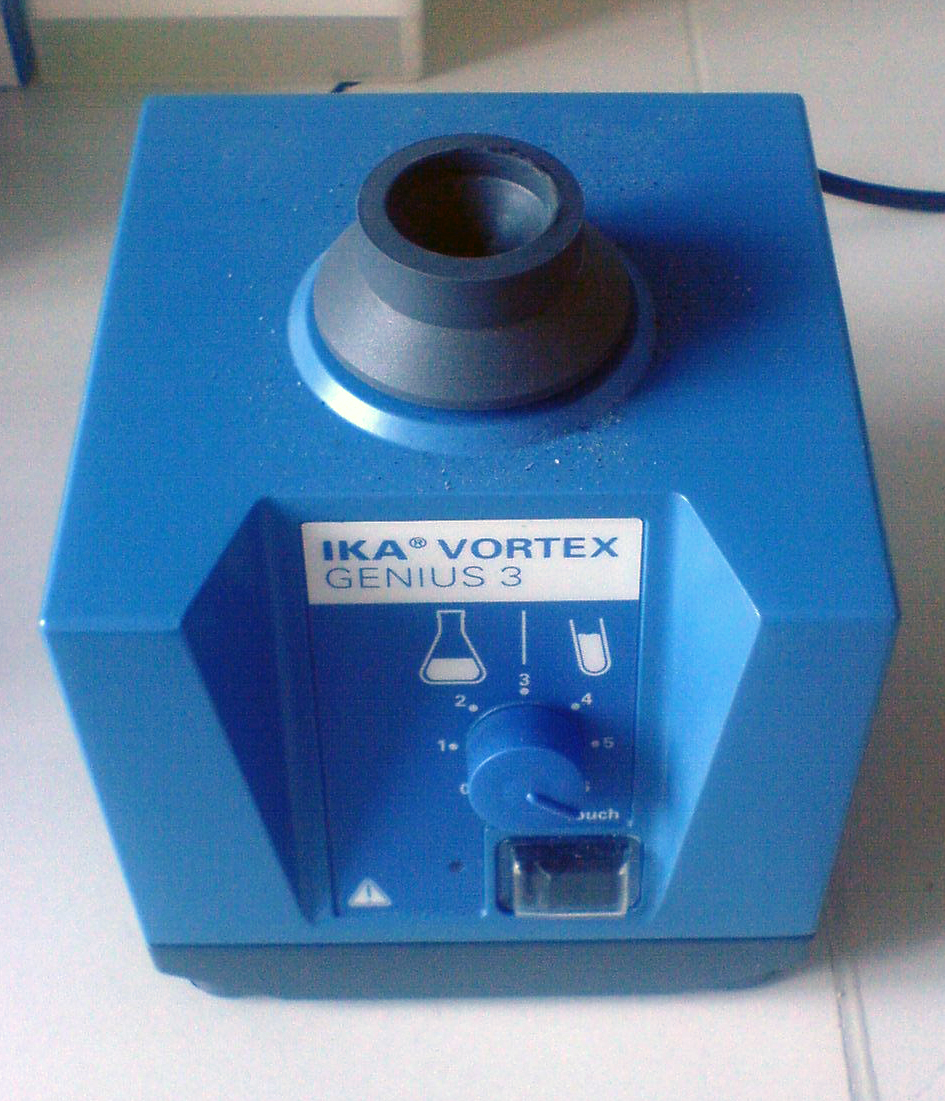
Otro modelo de agitador de vórtice, de la marca IKA.

El tubo se sujeta con la mano mientras la base de caucho en contacto con el tubo lo agita con la intensidad requerida. Son apropiados para experimentos de mezclas, reacciones y para disolución rápida de muestras líquidas. La velocidad se puede variar mediante un conmutador, según las necesidades de cada experiencia.
Una alternativa a los agitadores eléctricos es la técnica del "vórtice manual" en la que se crea un vórtice de forma manual golpeando el tubo de ensayo en un movimiento hacia adelante y hacia abajo con el dedo o pulgar. Esto generalmente lleva más tiempo y con frecuencia da lugar a una suspensión insuficiente. Puede ser útil en algunos casos, cuando no hay un mezclador de vórtice disponible, o las fuerzas que intervienen en el vórtice podrían dañar la muestra. Esta técnica no se recomienda cuando están involucradas sustancias cáusticas. La técnica es más adecuada para acelerar la formación de disoluciones que no requieren el aporte de energía cinética necesaria para crear las suspensiones.

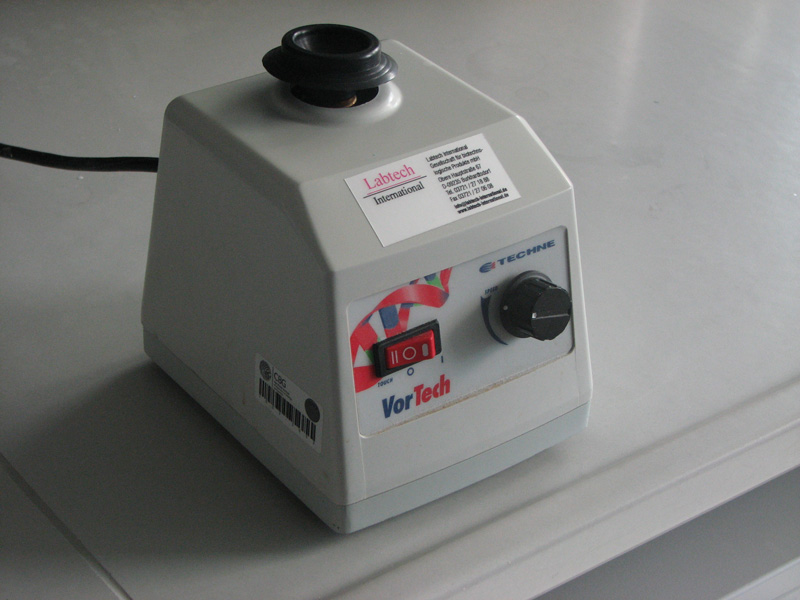
Agitador tipo vortex